# Выборово (Псковская область)
Вы́борово — деревня в Струго-Красненском районе Псковской области России. Входит в состав сельского поселения «Марьинская волость».

## География
Находится на северо-востоке региона, в центральной части района около озера
Щирское, на автодороге 58К-364 «Струги Красные — Ляды».
Уличная сеть не развита.

## История
Первое упоминание — 1498 год. В списках селений Щирского погоста Шелонской пятины упоминались деревни Выборово и Выборовое Малое.
До прихода советской власти — имение.
В 1918-23 гг. — центр Выборовского сельсовета Яблонецкой волости Лужского уезда.
В 1941—1944 гг. деревня находилась под фашистской оккупацией войсками Гитлеровской Германии.
В 1947-48 гг. в деревню переселили жителей деревни Заборовье Логовещенского сельсовета из-за расширения артполигона.
Согласно Закону Псковской области от 28 февраля 2005 года деревня Выборово вошла в состав образованного муниципального образования «Марьинская волость».

## Население
| 2001 | 2002 | 2010 | 2011 |
| ---- | ---- | ---- | ---- |
| 22   | ↘17  | ↘13  | ↘12  |

## Инфраструктура
В 1910-18 годах действовало образцовое молочное хозяйство «Выборово» имения Выборово.

## Транспорт
Деревня доступна по дороге регионального значения. Остановка общественного транспорта «Выборово».